# Moltke-Eiche

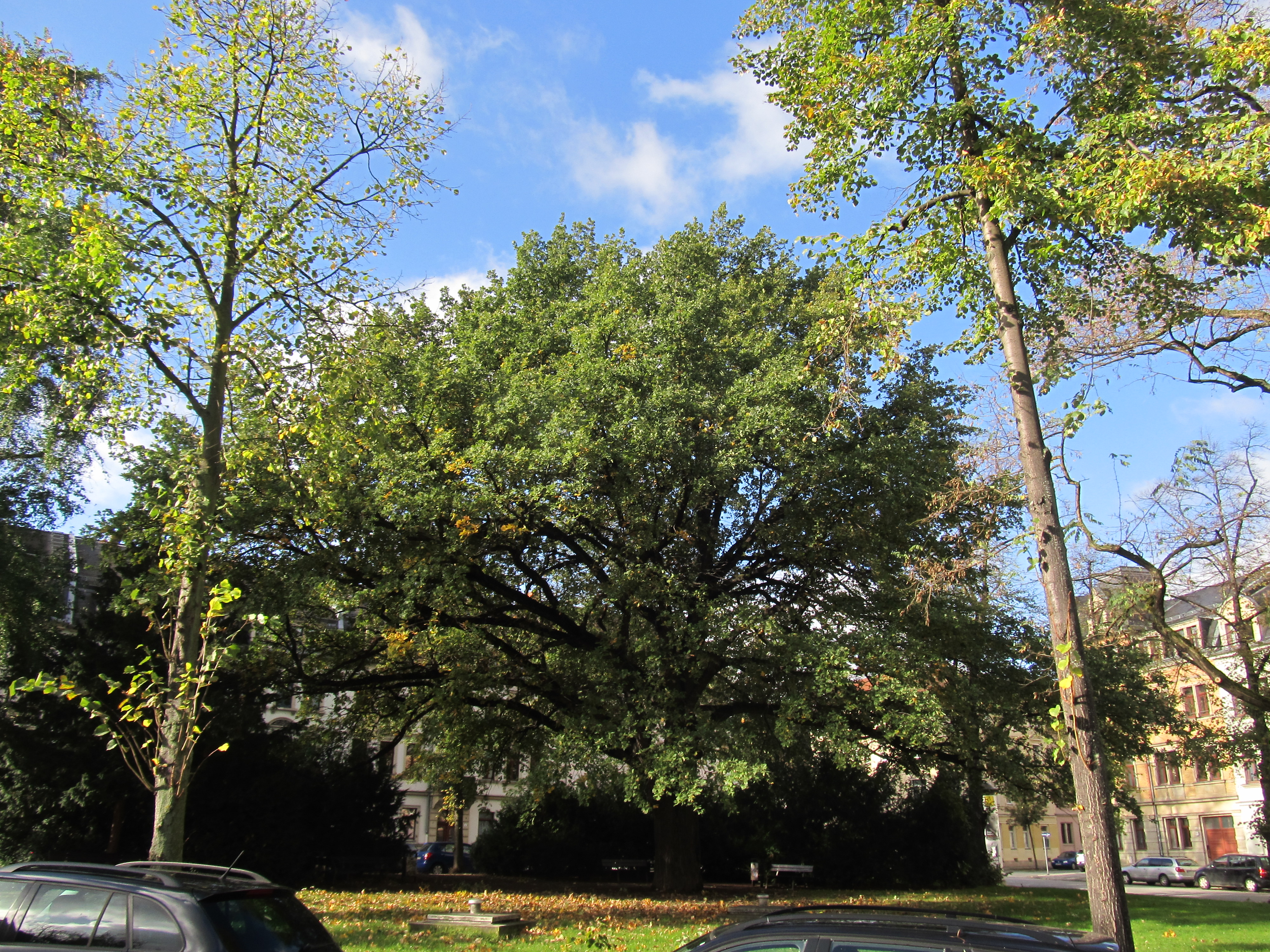
Moltke-Eiche auf dem Leisniger Platz

Die Moltke-Eiche, auch Moltkeeiche, ist ein Gedenkbaum in Dresden im Stadtteil Pieschen. Der Baum, eine Stieleiche (Quercus robur), steht standortbeherrschend im Zentrum des dreieckigen Leisniger Platzes und hat eine Höhe von 17 Metern und einen Kronendurchmesser von 24 Metern bei einem Stammdurchmesser von 0,95 Metern erreicht.
Vor der Reichsgründung war das Umfeld des späteren Baumstandorts weitestgehend unbebaut. Der Pieschener Ortskern befand sich westlich davon, während östlich seit 1838 ein Gleisbogen der Fernbahn Leipzig–Dresden verläuft. Durch das Bevölkerungswachstum von Dresden und seinen Vororten im letzten Drittel des 19. Jahrhunderts sind weitere Straßen angelegt und Baugrundstücke geschaffen worden. Dabei hielt man das Platzinnere frei. Anlässlich des 80. Geburtstags des Generalstabschefs Helmuth von Moltke am 26. Oktober 1880 wurde in seinem Zentrum die Moltke-Eiche gepflanzt und der Platz erhielt den Namen Moltkeplatz.
Als Pieschen 1897 nach Dresden eingemeindet wurde, gab es auf Altstadtseite in der Seevorstadt bereits seit 1871 einen gleichnamigen Platz, sodass der Platz in Pieschen in Leisniger Platz und die vorbeiführende Ringstraße in Leisniger Straße umbenannt wurden.
Während der Luftangriffe auf Dresden blieb die Moltke-Eiche am Leisniger Platz verschont, allerdings wurde das Umfeld des innerstädtischen Moltkeplatzes getroffen und der Platz 1946 in Struveplatz umbenannt. In den 1960er Jahren verschwand jener Platz durch Umgestaltung und Neubebauung.